# Ent-kasa-12,15-dien 11-hidroksilaza
Ent-kasa-12,15-dien 11-hidroksilaza (EC 1.14.13.145, ent-kasadien C11alfa-hidroksilaza, CYP76M7) je enzim sa sistematskim imenom ent-kasa-12,15-dien,NADPH:kiseonik 11-oksidoreduktaza. Ovaj enzim katalizuje sledeću hemijsku reakciju
ent-kasa-12,15-dien + O2 + + {\displaystyle \rightleftharpoons } ent-11beta-hidroksikasa-12,15-dien + + +2O
Za rad ovog enzima je neophodan citohrom P450. Enzim iz pirinča, Oryza sativa, učestvuje u biosintezi antifungalnih fitokasana.

## Literatura
- Nicholas C. Price; Lewis Stevens (1999). Fundamentals of Enzymology: The Cell and Molecular Biology of Catalytic Proteins (Third изд.). USA: Oxford University Press. ISBN 019850229X.
- Eric J. Toone (2006). Advances in Enzymology and Related Areas of Molecular Biology, Protein Evolution (Volume 75 изд.). Wiley-Interscience. ISBN 0471205036.
- Branden C; Tooze J. Introduction to Protein Structure. New York, NY: Garland Publishing. ISBN 0-8153-2305-0.
- Irwin H. Segel. Enzyme Kinetics: Behavior and Analysis of Rapid Equilibrium and Steady-State Enzyme Systems (Book 44 изд.). Wiley Classics Library. ISBN 0471303097.

## Spoljašnje veze
- Ent-cassa-12,15-diene+11-hydroxylase на 